# Ping (unidad de longitud)
Un ping (en chino 坪; pinyin: píng) es una unidad de longitud utilizada en el Noreste Asiático para medir interiores. Equivale a 36 kan o pies cuadrados coreanos y a 36 shaku.

## Uso

### Corea del Sur
Durante la ocupación japonesa, se produjo un pyeong de 400121 o 3.3058 m2. Es el estándar usado para la medición de viviendas: una casa promedio mide 25 pyeong, un apartamento-estudio 8–12 py y un desván 1½ py. En Corea del Sur fue prohibido oficialmente en 1961, aunque la penalización de su uso comercial no tuvo lugar hasta el 1 de julio de 2007, no obstante sigue usándose de manera informal, por ejemplo en el mercado inmobiliario, donde se usan fracciones de metros equivalentes a pyeong: las propiedades anunciadas en sitios como Daum muestran las medidas en metros cuadrados y su equivalente en pyeong

### Corea del Norte
Aunque el pyeong oficialmente fue abolido en 1975, sigue usándose informalmente. Los medios estatales y las publicaciones utilizan el sistema métrico, pero el pyeong sigue usándose en algunos sectores: por ejemplo, 50 py de tierra por persona para agricultura privada.

### Taiwán
El ping taiwanés fue introducido durante la ocupación japonesa y sigue usándose comúnmente. Equivale a unos 3.305 m2.

### Japón
La unidad de medida común para viviendas es el tatami y un tsubo son dos tatamis. El tatami varía por región, aunque el estándar moderno suele ser el tatami de Nagoya, de aproximadamente 1.653 m2, que produce un tsubo de 3.306 m2. Se considera que equivale a 10 gō.

### China
Actualmente, un ping equivale a unos 4 m2, aunque es prácticamente desconocido, pues casi todas las inmobiliarias utilizan exclusivamente el metro cuadrado. El pie de Hong Kong produce un ping de casi 5 m2, pero, igualmente, es poco común.